# Drieteenmeeuw
De drieteenmeeuw (Rissa tridactyla) is een vogel uit de familie van de meeuwen die algemeen voorkomt langs de kusten van het noordelijk halfrond. Buiten het broedseizoen komt de soort meer voor op de open zee dan bij de kust. Drieteenmeeuwen voeden zich met zeedieren, vooral ongewervelden, die ze gewoonlijk vangen door zich op het water te laten vallen.

## Veldkenmerken
De vogel heeft een grijze rug en een ietwat donkerder mantel. De onderzijde is overwegend wit. De driehoekige vleugelpunten zijn zwart, zonder witte vlekken. Hij heeft donkere poten, donkere ogen en een groenachtig gele snavel. De lichaamslengte bedraagt 40 cm.

## Leefwijze
Het voedsel bestaat uit kleine visjes, kreeftjes, garnalen, wormen en aas.

## Verspreiding en leefgebied
Deze soort broedt in IJsland, de Faeröer-eilanden, Bretagne, Normandië, Noorwegen, Noord-Rusland, Noord-Siberië, Noordoost-Amerika en Groenland aan steile rotskusten en op richels in het gebergte, in Noorwegen ook op uitstekende delen van gebouwen vlak aan zee. Hij overwintert van de Atlantische Oceaan tot aan de Kaapverdische eilanden, op de Noordzee, soms op de Oostzee en de Middellandse Zee.
Er worden twee ondersoorten onderscheiden:
- R. t. tridactyla: van noordelijk en oostelijk Canada en noordelijk Europa tot noordelijk Rusland.
- R. t. pollicaris: van oostelijk Siberië tot westelijk Alaska.

## Status
De grootte van de populatie is in 2016 geschat op 15 miljoen vogels, maar dit aantal gaat snel achteruit. Op de Rode lijst van de IUCN heeft deze soort daarom de status kwetsbaar.

## Afbeeldingen

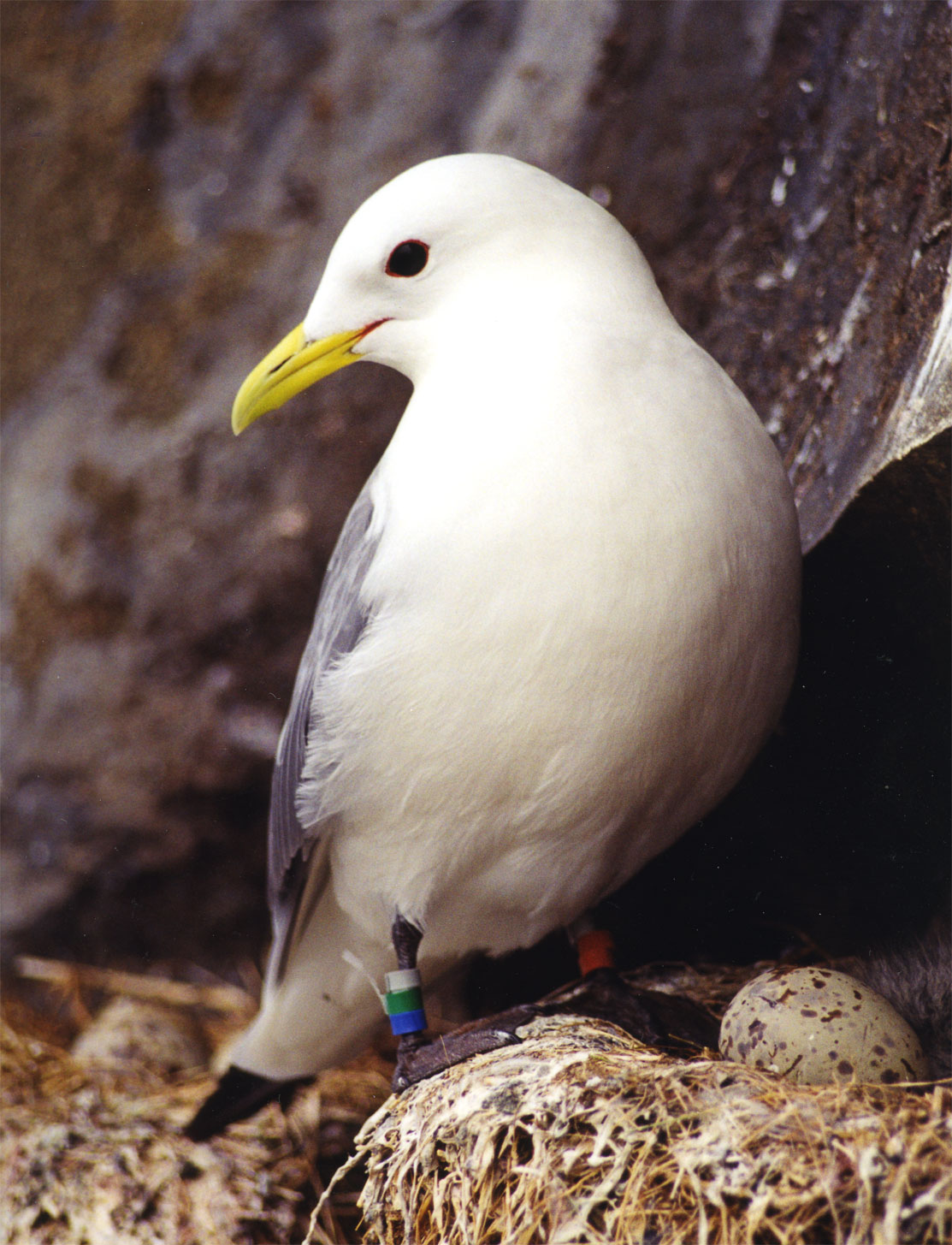
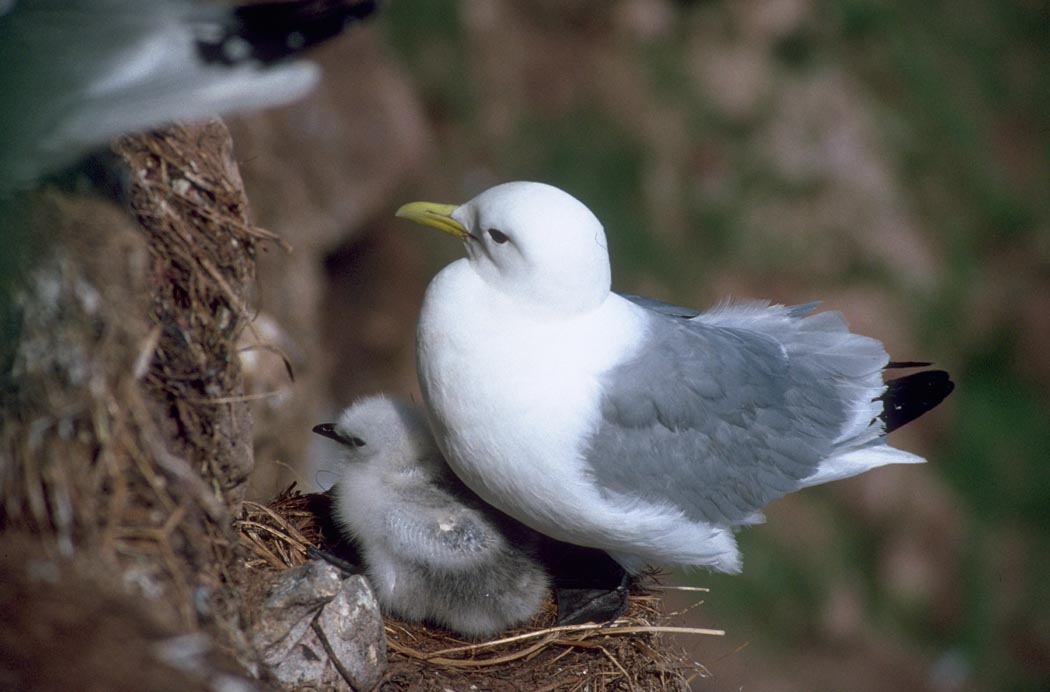
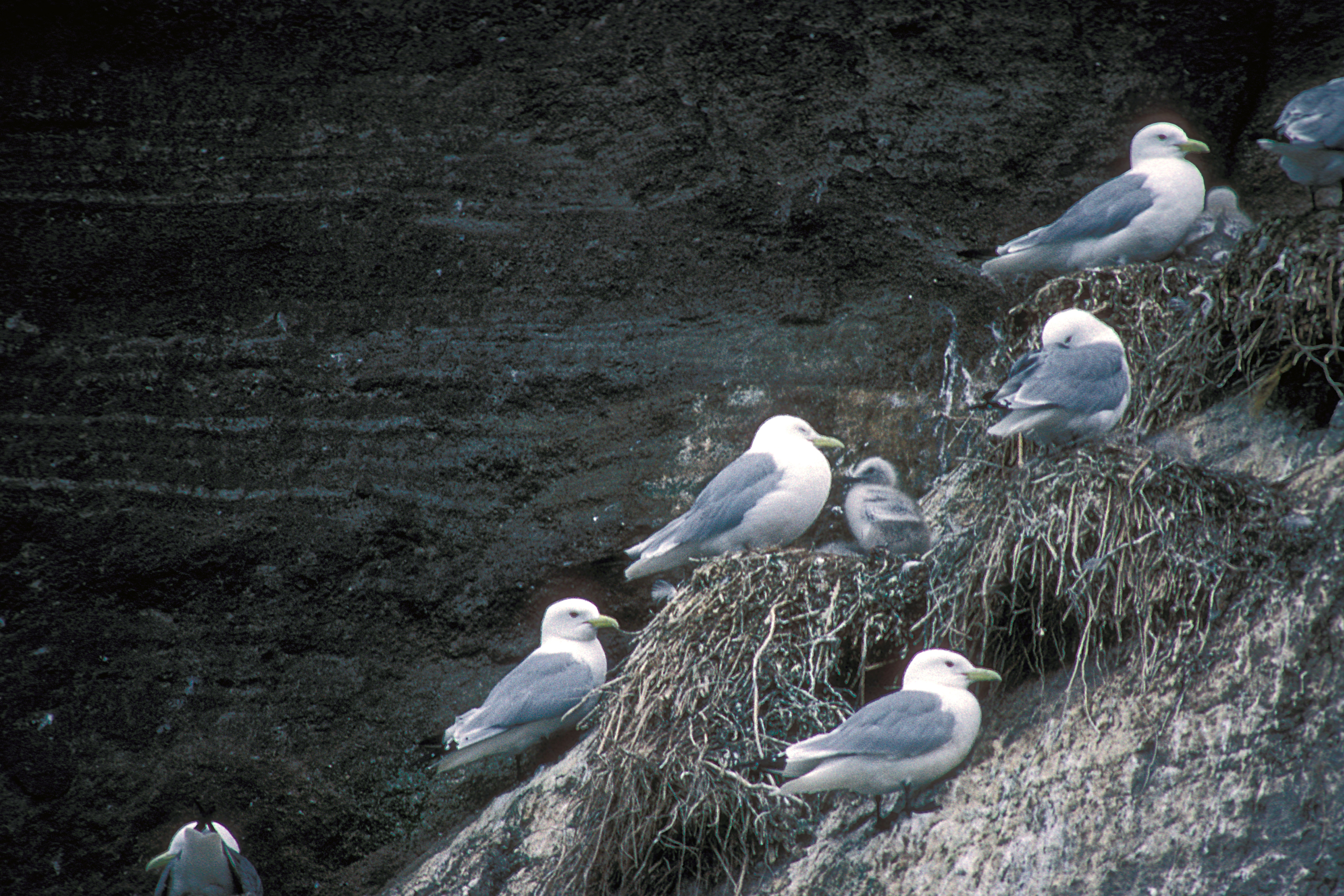
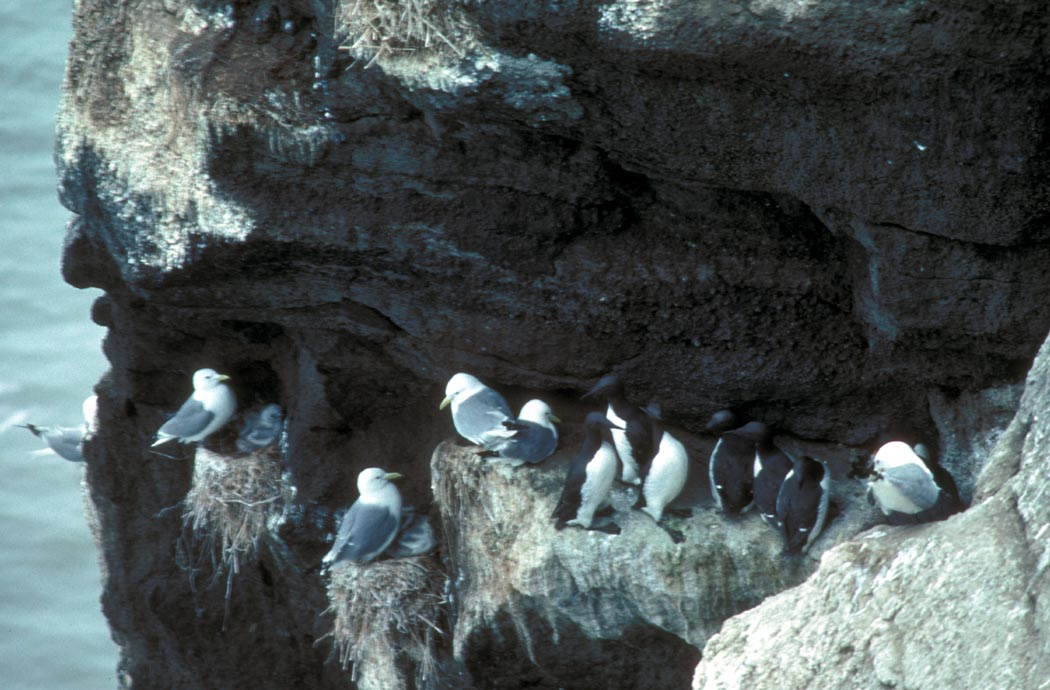
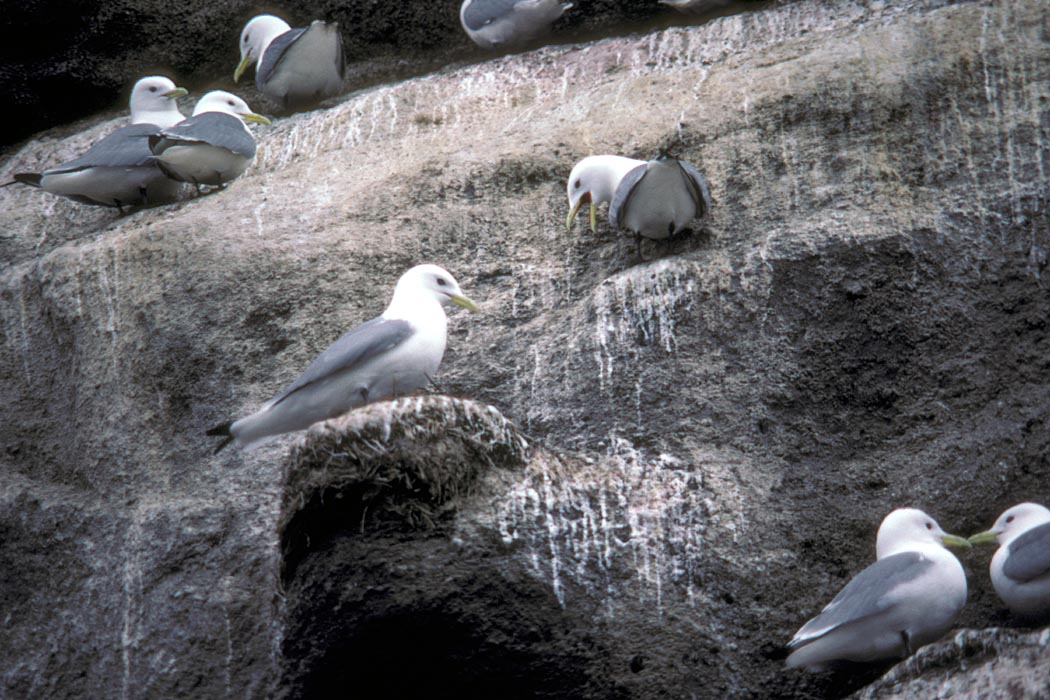
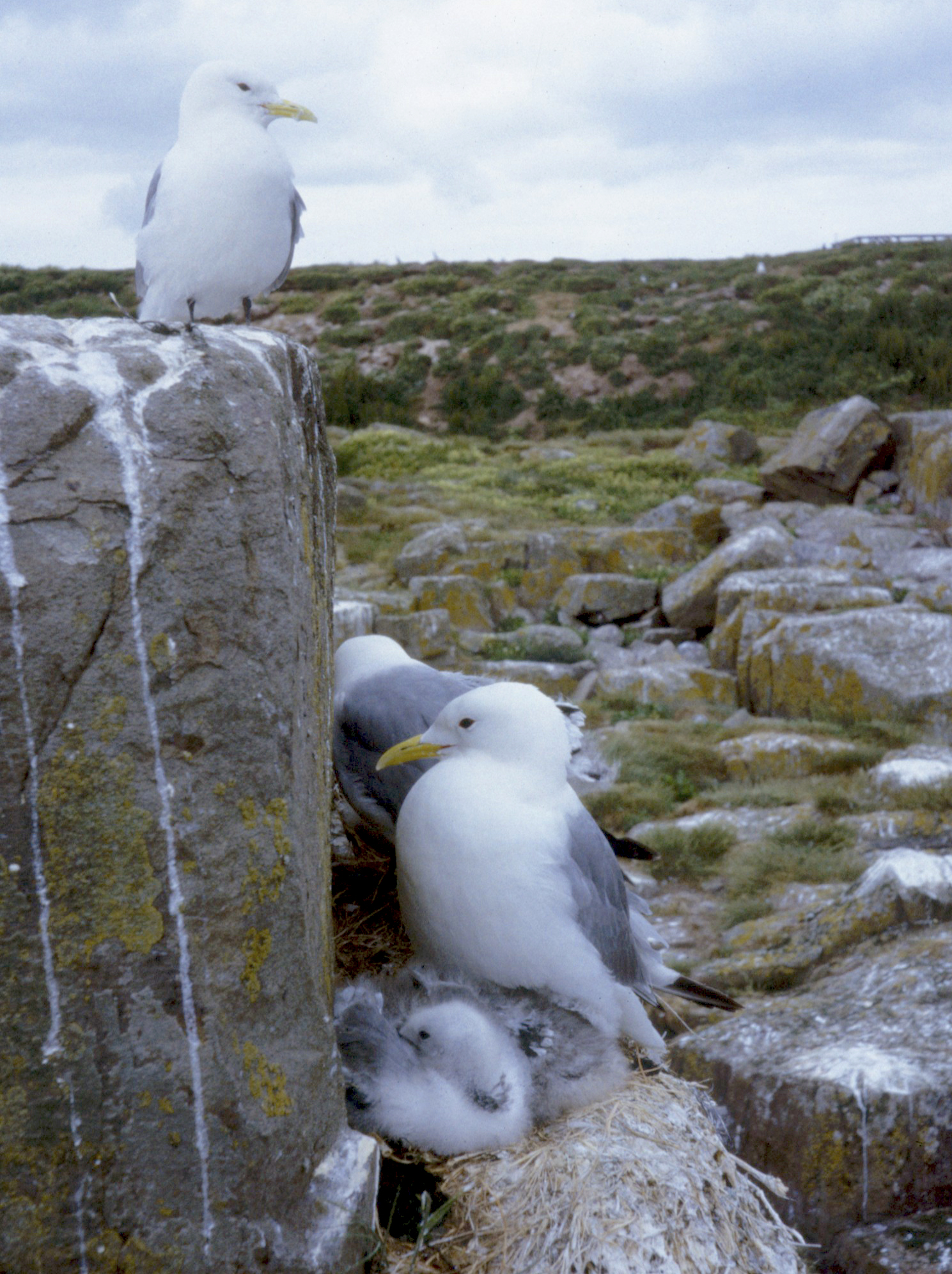
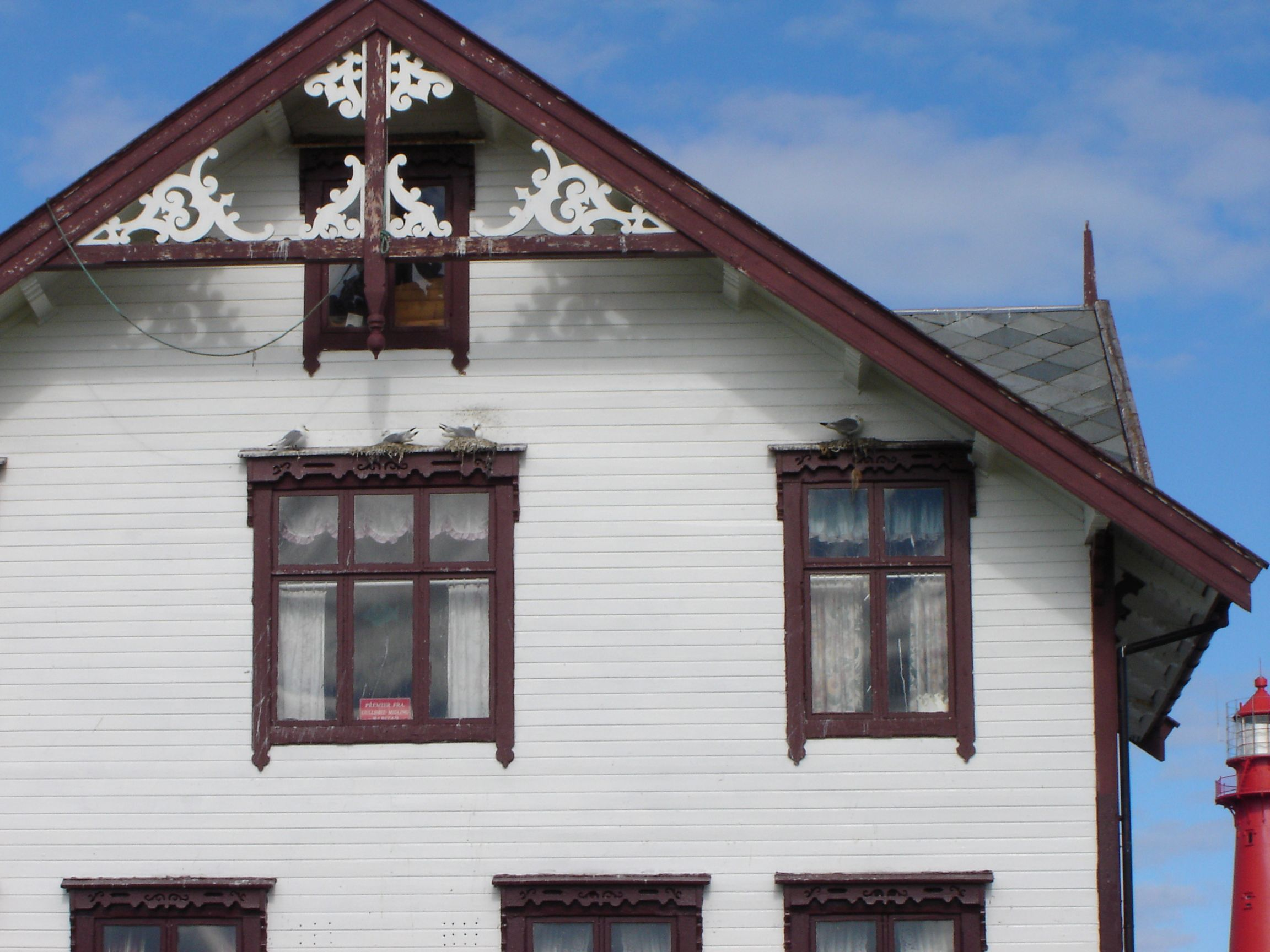
Drieteenmeeuwen nestelend op een gebouw in Andenes (Noorwegen)

## Video
- Drieteenmeeuw op strand
- Drieteenmeeuw in vlucht